# Wanderlust (Paul-McCartney-Lied)
Wanderlust (Germanismus, bedeutet in der englischen Sprache so viel wie „Reiselust“, „Fernweh“) ist ein Lied des britischen Musikers und Ex-Beatles Paul McCartney aus dem Jahr 1982. Es erschien auf dem Album Tug of War.

## Hintergrund
McCartney erinnert sich: „Das ist tatsächlich eine persönliche Erfahrung. […] Der Kapitän des Bootes, auf dem wir waren, war ein Machotyp. Eines Tages hatten wir eine Auseinandersetzung mit ihm und ich sagte so in etwa: ‚Weißt du, wir brauchen uns hier nicht mit dir rumzuärgern.‘ Wir wollten auf dieses andere Boot, welches zufällig im Hafen lag. […] und zufällig hieß diese Boot ‚Wanderlust‘ […] nach all dem Ärger, den uns der andere Typ beschert hatte, stellte dieses Boot für uns so etwas wie Freiheit dar, und so basiert der Song für mich auf dieser Erfahrung. Weißt du, ‚bring’ uns bloß rauf aufs Meer, trage uns fort von all diesen Problemen‘ und nur ‚Wanderlust‘ kann diese Freiheit bringen.“
“We were recording in the Virgin Islands for the album which became London Town. […] During that time we were staying on a boat with a very macho captain […]. We fell out with him, and I said ‘Who wants to stay on your lousy tub?’ and we went on to a trimaran called Wanderlust. So Wanderlust became associated with freedom, breaking away from oppression – let’s get out of here. Years later I wrote this song based on this experience.” („Wir machten gerade Aufnahmen auf den Jungferninseln für das Album, das London Town wurde. […] Während dieser Zeit waren wir auf einem Boot mit einem sehr macho-haften Kapitän […] Wir haben uns mit ihm gestritten und ich sagte ‚Wer will auf deiner miesen Wanne bleiben?‘ und wir gingen weiter zu einem Trimaran namens ‚Wanderlust‘. So wurde ‚Wanderlust‘ verknüpft mit Freiheit, Ausbrechen von Unterdrückung – lasst uns hier verschwinden. Jahre später schrieb ich diesen Song, der auf dieser Erfahrung basiert.“)

## Komposition
Das Lied steht im 4⁄4-Takt, ist in D-Dur notiert und dauert 3:49 min. Das Tempo wird mit „Moderately“ angegeben. Das Lied hat eine Strophe-Refrain-Form mit Intro, Outro und instrumentalem Zwischenspiel. „Als geglückt erweist sich die Idee, im dritten Refrain die Gesangsmelodien von Strophe und Refrain als Gegenstimmen sich überlagern zu lassen. Mit sich selbst im Duett singt Paul die beiden kontrapunktischen Melodien souverän.“ Vom Genre her gehört der Song zur Pop-Musik.

## Text
Was McCartney verschweigt, ist die Tatsache, dass der Streit mit dem Kapitän darüber ging, ob Besitz bzw. Konsum von Marihuana an Bord erlaubt bzw. geduldet ist. Immerhin zeigt er in einem Buch einen Abdruck einer schriftlichen Warnung vor dem Besitz oder dem Konsum von Marihuana auf den Jungferninseln. “Given his views on soft drugs, McCartney viewed the Wanderlust as a symbol of freedom, a means of escape […]” („Nachdem er seine Ansicht über weiche Drogen mitgeteilt hat, sah McCartney die Wanderlust als ein Symbol von Freiheit, ein Mittel zum Entkommen […]“.)
Vor diesem Hintergrund versteht man den Vers des Textes: “Light out wanderlust, help us to be free” („Leg los, Wanderlust, hilf uns, frei zu sein.“) Die Bedeutung eines weiteren Verses: “What petty crime was I found guilty of?” („Welches kleinlichen Vergehens wurde ich schuldig befunden?“) wird klar, wenn man an McCartneys Marihuana-Besitz Anfang 1980 in Japan und zuvor in den USA denkt.

## Besetzung
Besetzungsliste:
- Paul McCartney: Bass, Gitarre, Klavier, Gesang
- Adrian Sheppard: Schlagzeug, Perkussion
- Denny Laine: Bass[17]
- Linda McCartney: Hintergrundgesang
- Eric Stewart: Hintergrundgesang
- The Philip Jones Brass Ensemble: Blasinstrumente

## Aufnahmen
Die Aufnahmen begannen im Dezember 1980: McCartney, Laine und Sheppard spielten die Basis-Spur in George Martins AIR Studios in London ein. Geplant war weiterhin das Mitwirken von George Harrison, doch hat sich dieser Plan aus Zeitgründen zerschlagen. Zwischen März und Dezember 1981 wurden die Overdubs vorgenommen. Produzent war George Martin.

## Veröffentlichung
Wanderlust erschien auf der LP Tug of War nach einigen Verzögerungen am Montag, den 26. April 1982.

## Video-Clip
Auf einem 4:15 Minuten langen Musikvideo ist zu sehen, wie McCartney am Piano, Ringo Starr am Schlagzeug und ein Bläserensemble im Studio das Lied aufnehmen. Zu sehen ist ebenfalls der Produzent George Martin. Das Intro und das Outro bilden Takte aus Here, There and Everywhere.

## Chartplatzierungen
Zur Platzierung des Albums in den Charts siehe Tug of War#Chartplatzierungen.

## Kritiken
“a song with two distinctly different melodies that beautifully merged into one at the end of the track”

„ein Song mit zwei deutlich unterschiedlichen Melodien, die wunderschön zu einer verschmolzen am Ende des Titels“

“Wanderlust became a symbol for freedom in this majestic composition. The song was a triumph musically […]”

„Wanderlust wurde ein Symbol für Freiheit in dieser majestätischen Komposition. Der Song war ein Triumph musikalisch […]“

“a pop music hymn […]. […] brass parts […] that intensify the fervent religiosity of the song's message.”

„eine Popmusik-Hymne […]. […] Bläser-Anteile, […] die die inbrünstige Religiosität der Botschaft des Songs intensivieren.“

“The stately piano and Philip Jones Brass Ensemble give ‘Wanderlust’ perhaps the finest sense of grandeur of any McCartney composition”

„Das würdevolle Pianospiel und das Philip Jones Brass Ensemble geben ‚Wanderlust‘ vielleicht das feinste Gefühl von Großartigkeit jeglicher McCartney-Komposition“

“‘Wanderlust’ is a touching piano-ballad, enriched by a shimmering brass arrangement and bright acoustic guitars, and embellished by one of Paul’s best melodies.”

„‚Wanderlust‘ ist eine ergreifende Piano-Ballade, angereichert durch ein schillerndes Bläser-Arrangement und frische Akustik-Gitarren, und verschönert durch eine von Pauls besten Melodien.“

“Wanderlust is one of the stand-out songs in McCartney’s solo career.”

„Wanderlust ist einer von den herausragenden Songs in McCartneys Solo-Karriere.“

“Hummable, majestic and unforgettable. This is one of McCartney’s best vocal performances ever.”

„Summbar, majestätisch und unvergesslich. Dies ist eine von McCartneys besten stimmlichen Vorstellungen jemals.“

“A majestic, powerful allegory about the resilience of hope, an amazing accomplishment from McCartney […] A”

„Eine majestätische, kraftvolle Allegorie über die Unverwüstlichkeit von Hoffnung, eine tolle Leistung von McCartney […] Sehr gut“

„Hier geht es […] um den Wunsch nach Freiheit, den Wunsch, (draußen auf dem Meer) tun zu können, was man will […]“

## Coverversionen
Anlässlich der Komposition der Filmmusik zu Give My Regards to Broad Street nahm Paul McCartney Wanderlust 1984 noch einmal auf, diesmal aber mit kleinerer Besetzung: er selbst spielte Piano, und sang, Ringo Starr spielte Schlagzeug und das Philip Jones Brass Ensemble trug die Bläserpartien bei. „Zum ersten Mal erschienen die Songs einer McCartney-Platte nicht nur gleichzeitig auf der üblichen Musikkassette, sondern auch auf CD.“ Allerdings haben die Versionen unterschiedliche Lauflängen: Der LP-Version fehlt der Abschnitt von 1:36 bis 2:44 min der CD-Version sodass das Stück nur 2:48 min dauert. Im Vergleich zur Version auf Tug of War hat diese Version eine leicht veränderte (und belebtere) Horn-Darbietung. In der Bewertung erhielt diese Version nur ein „befriedigend“.
2017 veröffentlichte Brian Wilson seine Interpretation des Songs.